# Nick Sinckler
Nick Sinckler (ur. 25 lipca 1980 w Edison w stanie New Jersey) – amerykański wokalista popowy i soulowy, od lat aktywny na scenie muzycznej w Polsce.

## Kariera
W 2008 uczestniczył w drugiej edycji programu Fabryka gwiazd w Polsacie. Po zakończeniu programu pozostał w Polsce, rozwijając karierę solową i współpracując z wieloma artystami sceny klubowej i popowej. Wystąpił w programach rozrywkowych Polsatu: był jurorem w Śpiewajmy razem. All Together Now (2018–2019) i uczestnikiem 19. edycji programu Twoja twarz brzmi znajomo.

## Dyskografia

### Albumy studyjne
- Nick Sinckler (2011)[4]
- 11×11 (2018, Music Mind Entertainment) – album z 11 utworami w języku polskim, wydany z okazji 11-lecia pobytu artysty w Polsce. Gościnnie wystąpili m.in. Natalia Kukulska i Kasia Dereń[5].

### Albumy koncertowe
- Groove Vibez' & Funky Delight (Live Session) (2023) – koncertowy album live, na którym pojawili się m.in. Kayah, Sound’n’Grace oraz Brian Fentress[6].

### Single
- Wherever The Road May Lead (live session) (2024)[7]
- Na językach (live session) (2024) – gościnnie Kayah[8]
- Happy And Free (2024) – gościnnie Blue Café[9]
- no weź się rusz! (2024)[10]
- Niespokojnie (Live Session) (2023) – gościnnie Kasia Dereń[11]
- Patataj (2023) – gościnnie Marika[12]
- Family (2023)[13]
- Funkd'fied (Live Session) (2023)[14]
- Get Back Into It (Live Session) (2023)[15]
- Kochaj różnym być / Every Kind of Love (Live Session) (2023) – gościnnie Kayah, Brian Fentress, Sound’n’Grace[16]
- To the Top (2023)[17]
- Emotions (2022)[18]
- Dancin In The Flames (2022)[19]
- OH WOW (2022)[20]
- I Found You (2021)[21]
- Kochaj Różnym Być (2021) – gościnnie Kayah[22]
- Livin' It Up (2021)[23]
- Good Life (2021)[24]
- Soul Clap (2020)[25]
- Cudowny dzień (2018)[26]